# Літературна премія імені Якуба Коласа
Літературна премія імені Якуба Коласа — літературна премія, заснована Постановою Ради Міністрів БРСР № 81 від 10 лютого 1959 року.
Присуджується за високоідейні та високохудожні збірки оповідань, романів та праці над літературно-критичними творами, які були опубліковані в національній пресі впродовж році, за який присуджується премія, і отримав широке суспільне визнання.
У 1965 р. їй присвоєно статус державної нагороди: Державна премія БССР Якуба Коласа. З 1992 р. — у складі Державної премії Республіки Білорусь за літературу, музику та мистецтво.
У Республіці Білорусь вона двічі нагороджується за талановиті, глибокі та самобутні літературні твори, що вносять значний внесок у білоруську національну культуру, розвивають мистецькі традиції та сприяють утвердженню загальнолюдських цінностей та ідей гуманізму.

## Переможці
| Рік присудження |  | Лауреат              |  | За твір |
| 1957            |  | Іван Шамякін         |  | роман «Крыніцы» |
| 1959            |  | Пятрусь Бровка       |  | «Калі зліваюцца рэкі» |
| 1962            |  | Іван Мележ           |  | роман «Люди на болоті» |
| 1963            |  | Янка Бриль           |  | «Працяг размовы» |
| 1964            |  | Василь Биков         |  | «Трэцяя ракета» |
| 1965            |  | Максим Лужанін       |  | «Колас расказвае пра сябе»                                                                                                  |
| 1967            |  | Іван Шамякін         |  | роман «Сэрца на далоні» |
| 1968            |  | Михайло Линьков      |  | роман «Векапомныя дні» |
| 1972            |  | Іван Науменко        |  | «Янка Купала: Духоўны воблік героя» та «Якуб Колас: Духоўны воблік героя»                                                   |
| 1974            |  | Андрій Макайонок     |  | п'єси «Трыбунал» та «Таблетку пад язык»                                                                                     |
| 1976            |  | Алесь Адамович       |  | «Хатынская аповесць» |
| 1976            |  | Алена Василевич      |  | тетралогія «Пачакай, затрымайся»                                                                                            |
| 1976            |  | Іван Мележ           |  | збірка «Жыццёвыя клопаты»                                                                                                   |
| 1978            |  | Василь Биков         |  | «Воўчая зграя» та «Яго батальён»                                                                                            |
| 1980            |  | Ніл Гілевич          |  | |
| 1980            |  | Володимир Колесник   |  | участь у написанні двохтомної «Гісторыі беларускай дакастрычніцкай літаратуры» та «Гісторыі беларускай савецкай літаратуры» |
| 1980            |  | Адам Мальдзіс        |  | участь у написанні двохтомної «Гісторыі беларускай дакастрычніцкай літаратуры» та «Гісторыі беларускай савецкай літаратуры» |
| 1980            |  | Михайло Мушинський   |  | участь у написанні двохтомної «Гісторыі беларускай дакастрычніцкай літаратуры» та «Гісторыі беларускай савецкай літаратуры» |
| 1980            |  | Наум Перкін          |  | участь у написанні двохтомної «Гісторыі беларускай дакастрычніцкай літаратуры» та «Гісторыі беларускай савецкай літаратуры» |
| 1980            |  | Юліан Пширков        |  | участь у написанні двохтомної «Гісторыі беларускай дакастрычніцкай літаратуры» та «Гісторыі беларускай савецкай літаратуры» |
| 1980            |  | Михайло Ярош         |  | участь у написанні двохтомної «Гісторыі беларускай дакастрычніцкай літаратуры» та «Гісторыі беларускай савецкай літаратуры» |
| 1982            |  | Янка Бриль           |  | «Золак, убачаны здалёк» |
| 1982            |  | Віктор Козько        |  | «Суд у слабадзе» |
| 1984            |  | Зміцер Бугайов       |  | книга критичних нарисів «Талент і праца»                                                                                    |
| 1984            |  | Володимир Короткевич |  | роман «Чорны замак Альшанскі» (посмертно)                                                                                   |
| 1986            |  | Анатолій Кудрявець   |  | роман «Сачыненне на вольную тэму»                                                                                           |
| 1990            |  | Геннадій Кисельов    |  | «Разыскивается классик…» та «Спасцігаючы Дуніна-Марцінкевіча»                                                               |
| 1990            |  | Олег Лойка           |  | роман-есе «Францыск Скарына, або Сонца маладзіковае»                                                                        |
| 1992            |  | Сергій Граховський   |  | збірка «Споведзь» |
| 1992            |  | Олесь Жук            |  | «Праклятая любоў» |
| 1992            |  | Василь Сьомуха       |  | |
| 1996            |  | Генріх Далідович     |  | |
| 2002            |  | Василь Журавльов     |  | книга «У пошуку духоўных ідэалаў: на матэрыяле беларускай літаратуры XIX — пачатку XX стаг.»                                |